# 隗状
隗状（？—？），《史记·秦始皇本纪》作隗林，秦始皇时代的丞相。
前219年，隗状随秦始皇巡游琅琊台，时与王绾并任丞相。琅琊刻石列出当时随秦始皇东巡秦朝的官员：列侯武城侯王离、列侯通武侯王贲、伦侯建成侯赵亥、伦侯昌武侯成、伦侯武信侯冯毋择、丞相隗状、丞相王绾、卿李斯、卿王戊、五大夫赵婴、五大夫杨樛。《颜氏家训》记载隋文帝开皇二年出土的秦权上作“丞相状、绾”。